# Konstancija Normanska
Za druge osobe istog imena, pogledajte „Konstanca”.
Konstancija Normanska (fra. Constance de Normandie, eng. Constance of Normandy) (1057./1061. – 13. kolovoza 1090.) bila je princeza Engleske i vojvotkinja Bretanje, čiji je muž bio Alan IV., vojvoda Bretanje, s kojim nije imala djece, a za kojeg se 1086. udala u Caenu. Njezini su roditelji bili kralj Vilim I. Osvajač i njegova žena, kraljica Matilda Flandrijska, kći grofa Flandrije. Konstancija je bila sestra kraljeva Vilima II. i Henrika I. te teta kralja Stjepana.
Moguće je da je Konstancija bila otrovana. Umrla je 1090. te je pokopana u Rennesu.